# Spikklubbesläktet
Spikklubbesläktet (Datura) är ett släkte i familjen potatisväxter med cirka 10 arter i Nord-, Sydamerika och Australien. De finns numera naturaliserade på många håll i världen. I släktet ingår bland annat spikklubba (D. stramonium). Namnsättning i trädgårdsbranschen är ofta felaktig och förvirrande, detta trots att de flesta arter är relativt enkla att skilja från varandra.
Spikklubbesläktets arter är ett- till fleråriga örter eller buskar. De är finhåriga och ibland klibbhåriga. Bladen är skaftade, enkla eller mer eller mindre tandade. Blommorna sitter ensamma i bladvecken eller i stjälkens förgrening. De är stora och har vanligen ett kraftigt skaft. Fodret är vanligen rörlikt och faller av efter blomningen. Kronan är utdragen, trattlik. Kronans flikar är ibland svanslikt utdragna. Frukten är en först läderartad, sedan torr, fyrrummig kapsel som spricker upp vid mognaden. Den har vanligen med knölar eller taggar och innehåller många frön.
Änglatrumpetsläktet (Brugmansia), med bland annat arten (B. suaveolens), är närstående. De har dock foder som vissnar på plantan. Frukten är vedartad, tvårummig och spricker inte upp vid mognaden. Brugmansia är buskar eller träd.
Spikklubbesläktet har troligtvis sitt ursprung i Mexiko, varifrån det har spridit sig över de amerikanska kontinenterna. Där har flera arter spelat stor roll som hallucinogener. Växterna innehåller flera starkt hallucinogena alkaloider som hyoscyamin, skopolamin och atropin.  De har använts vid ceremonier som då ungdomar övergår från barn- till vuxenstadiet, samt av medicinmän för att finna sjukdomsorsaker, se framtiden och det som är dolt. Tvärt emot vad som hävdats finns det inga arter av släktet som är ursprungliga i gamla världen, med undantag för den australiska spikklubban (D. leichhardtii) som möjligen är ursprunglig där. Alla andra arter som kommit hit har gjort det efter 1492. Däremot har det på många håll uppstått riter där spikklubbor ingår. I Indiens hinduistiska tradition är indisk spikklubba (D. metel) guden Shivas heliga växt, och den ska ha sprungit från hans bröst. Indisk spikklubba röks rituellt tillsammans med cannabis. Spikklubba (D. stramonium) ingick i häxsalvorna. 
Hela växten är giftig, särskilt fröna. Giftverkan orsakas främst av de ovan nämnda alkaloiderna hyoscyamin och skopolamin, samt i mindre grad av atropin, vilka alla har antikolinerg effekt.

## Bildgalleri

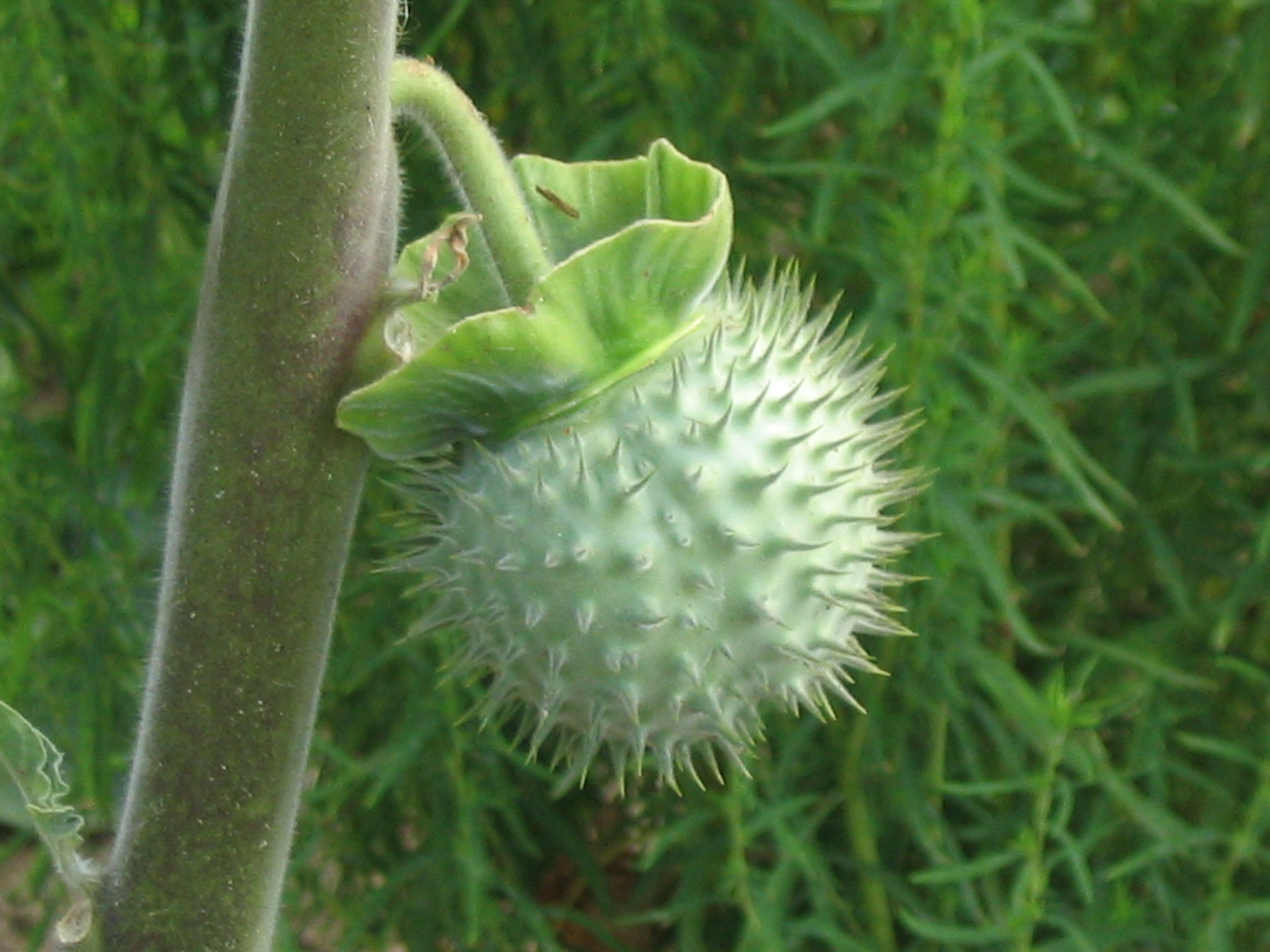
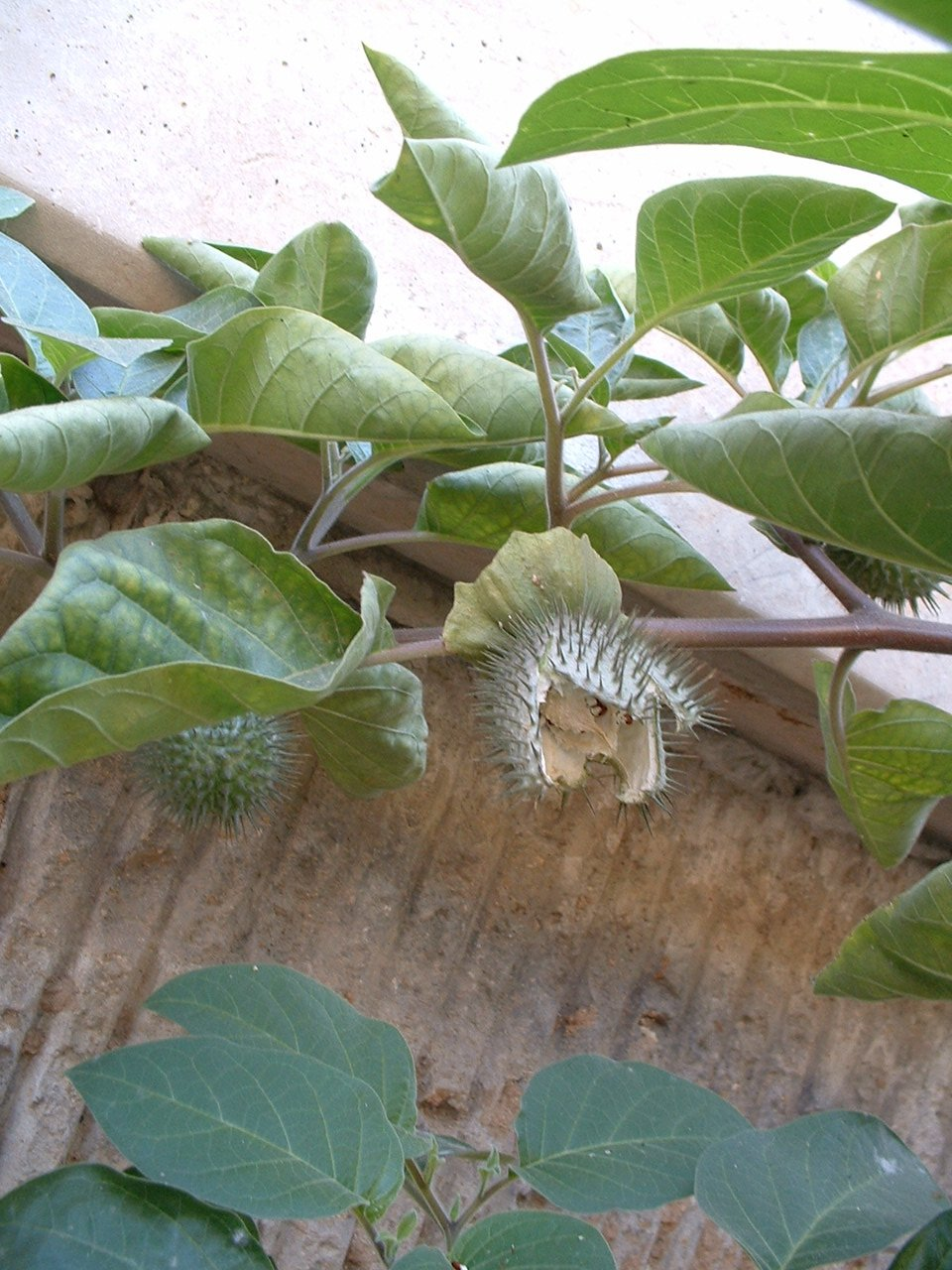

## KladogramenligtCatalogue of Life[1]
| Spikklubbor | \| \| Datura arenicola \| \| \| \| \| \| Datura discolor \| \| \| \| \| \| Datura ferox \| \| \| \| \| \| Datura inermis \| \| \| \| \| \| Datura innoxia \| \| \| \| \| \| mexikansk spikklubba \| \| \| \| \| \| Datura kymatocarpa \| \| \| \| \| \| Datura leichhardtii \| \| \| \| \| \| indisk spikklubba \| \| \| \| \| \| Datura pruinosa \| \| \| \| \| \| långtaggig spikklubba \| \| \| \| \| \| Datura reburra \| \| \| \| \| \| spikklubba \| \| \| \| \| \| Datura velutinosa \| \| \| \| \| \| indianspikklubba \| \| \| \| |
|             | \| \| Datura arenicola \| \| \| \| \| \| Datura discolor \| \| \| \| \| \| Datura ferox \| \| \| \| \| \| Datura inermis \| \| \| \| \| \| Datura innoxia \| \| \| \| \| \| mexikansk spikklubba \| \| \| \| \| \| Datura kymatocarpa \| \| \| \| \| \| Datura leichhardtii \| \| \| \| \| \| indisk spikklubba \| \| \| \| \| \| Datura pruinosa \| \| \| \| \| \| långtaggig spikklubba \| \| \| \| \| \| Datura reburra \| \| \| \| \| \| spikklubba \| \| \| \| \| \| Datura velutinosa \| \| \| \| \| \| indianspikklubba \| \| \| \| |
|             | Datura arenicola |
|             | |
|             | Datura discolor |
|             | |
|             | Datura ferox |
|             | |
|             | Datura inermis |
|             | |
|             | Datura innoxia |
|             | |
|             | mexikansk spikklubba |
|             | |
|             | Datura kymatocarpa |
|             | |
|             | Datura leichhardtii |
|             | |
|             | indisk spikklubba |
|             | |
|             | Datura pruinosa |
|             | |
|             | långtaggig spikklubba |
|             | |
|             | Datura reburra |
|             | |
|             | spikklubba |
|             | |
|             | Datura velutinosa |
|             | |
|             | indianspikklubba |
|             | |

### Webbkällor
- Den virtuella floran - Spikklubbor